# Флаг Брянска
Флаг Бря́нска — один из символов муниципального образования город Брянск Брянской области Российской Федерации, его официальный и отличительный знак.
Ныне действующий флаг утверждён 26 октября 2016 года решением Брянского городского Совета народных депутатов № 516 и внесён в Государственный геральдический регистр Российской Федерации с присвоением регистрационного номера 10001.

## Описание
Описание флага, утверждённое 27 апреля 2016 года решением Брянского городского Совета народных депутатов № 400, гласило:
«Флаг города Брянска представляет собой прямоугольное полотнище с отношением ширины к длине 2:3, состоящее из двух горизонтальных полос: верхней — красного цвета (шириной 3/4 ширины полотнища) и нижней — зелёного цвета; в центре полотнища поверх обеих полос — мортира жёлтого цвета, по сторонам от которой — две пирамиды из ядер чёрного цвета».
При этом в Приложении к решению об утверждении флага приводился рисунок флага на котором красная полоса имела пропорцию 2/3 ширины флага.
Решением Брянского городского Совета народных депутатов от 26 октября 2016 года № 516 были утверждены скорректированные описание и рисунок флага:
«Флаг города Брянска представляет собой прямоугольное полотнище с отношением ширины к длине 2:3, состоящее из двух горизонтальных полос: верхней — красного цвета (шириной 3/4 ширины полотнища) и нижней — зелёного цвета; в центре по длине полотнища поверх обеих полос — мортира жёлтого цвета, по сторонам от которой поверх обеих полос — две пирамиды из ядер чёрного цвета».

## История
Первый флаг Брянска был утверждён постановлением Брянского городского Совета народных депутатов от 11 сентября 1998 года № 217.
По информации, Геральдического совета при Президенте РФ, флаг города Брянска был составлен с отступлением от принятого в России гербового принципа. Согласно российским традициям флаги муниципальных образований должны строиться посредством распространения композиции герба на всё полотнище. Кроме этого, флаги, построенные по германской традиции (как первый флаг Брянска — то есть с гербом в щите в центре полотнища), помимо многих других недостатков, являются нефункциональными и плохо распознаваемыми с расстояния. В этой связи председатель Геральдического совета Георгий Вилинбахов указал на необходимость переработки флага Брянска и построения его по гербовому принципу.

### Описание
Описание флага, утверждённое решением Брянского городского Совета народных депутатов от 23 декабря 2009 года № 222, гласило:
«Флаг города Брянска представляет собой прямоугольное полотнище красного цвета. Красный цвет полотнища флага символизирует дань предкам: храбрость и патриотизм защитников и освободителей города, доблесть, смелость, мужество граждан. В центре полотнища расположен герб города Брянска — символ принадлежности флага городу. Ширина герба составляет 1/3 часть ширины, высота 3/5 высоты от полотнища. Отношение ширины флага к его длине — 3:5».
В первом описании флага, утверждённом постановлением Брянского городского Совета народных депутатов от 11 сентября 1998 года № 217, цвет полотнища был алым.

### Символика
Красный цвет полотнища флага символизирует дань предкам: храбрость и патриотизм защитников и освободителей города, доблесть, смелость, мужество горожан.
Герб города Брянска изображается в виде французского щита, представляющего прямоугольник с выступающим в нижней части остриём и имеющим закругленные нижние углы.
Верхняя часть щита — красное поле (символ храбрости, мужества, неустрашимости). Нижняя часть щита — зелёное поле (символ надежды, радости, изобилия), на котором располагается золотая мортира (символ богатства, справедливости, великодушия) с положенными по обеим её сторонам пирамидами бомб (левая пирамида из шести больших бомб, правая — из десяти малых бомб; левая пирамида бомб изображается чуть выше мортиры, правая — на уровне лафета), покрытых чернью (символ печали, благоразумия, смирения). Ниже мортиры и пирамид бомб на зелёном поле золотом изображены 5 элементов, символизирующих юные побеги растений (символ возрождения).
Соотношение верхней части щита к нижней — 2:1.
Допускается обрамление герба золотой рамкой по контуру щита.